# Georgie Welcome
George „Georgie“ Wilson Welcome Collins (* 9. März 1985 in Roatán) ist ein honduranischer Fußballspieler auf der Position eines Stürmers.

## Karriere

### Karrierebeginn in Honduras Zweitklassigkeit
Welcome begann seine aktive Karriere als Fußballspieler im Nachwuchs des FC Arsenal mit Sitz in Welcomes Heimatstadt Roatán. Im Jahre 2004 schaffte er den Sprung in die Herrenmannschaft mit Spielbetrieb in der Liga Nacional de Ascenso de Honduras. Nach guten Leistungen in der Liga erreichte das Team mit dem torgefährlichen Welcome in der Apertura der Saison 2006/07 den Vizemeistertitel hinter Deportes Savio. In der darauffolgenden Clausura schaffte es das Team auf den ersten Platz der Tabelle, kam aber in den Play-offs nicht weiter. Eine weitere erfolgreiche Spielzeit absolvierte die Mannschaft rund um das aufstrebende Offensivtalent Georgie Welcome in der nachfolgenden Apertura 2007/08, in der das Team nach einem 1:0-Sieg im Finalhinspiel, aber einer Niederlage in der Verlängerung des Rückspiels, doch nicht den ersehnten zweiten Meistertitel feiern konnte.

### Transfer zum CD Motagua
Nachdem die folgenden Spielzeiten von Arsenal Roatán weniger von Erfolgen geprägt waren, bekam Welcome ein Angebot aus Honduras Erstklassigkeit; der CD Motagua wollte ihn in seinen erweiterten Kader aufnehmen. Dabei gab er in der Apertura 2008 sein Profidebüt, als er am 6. August 2008 beim 0:0-Heimremis gegen Real España über die gesamte Spieldauer auf dem Platz stand. Seinen ersten Treffer in Honduras erster Liga erzielte er am 11. September 2008 beim 2:0-Heimerfolg über CD Olimpia, als er in der 72. Spielminute zum 2:0-Endstand traf und acht Minuten später durch den honduranischen Langzeit-Internationalen Jairo Martínez ersetzt wurde. Bis zum Ende der Apertura erzielte er insgesamt drei Treffer und war damit neben seinen Teamkollegen, dem Uruguayer Oscar Torlacoff (6 Treffer) und dem Brasilianer Jocimar Nascimento (5 Treffer) einer der erfolgreichsten Torschützen der Mannschaft. Mit dem Team schaffte er es bis ins Halbfinale der Apertura und schied dort knapp gegen den späteren Meister CD Marathón aus.
In der Folgesaison der Clausura 2008 brachte das Team rund um den 1,93 m großen Angriffsspieler weniger gute Leistungen und schaffte es in der Endtabelle lediglich auf den achten Platz. Georgie Welcome erzielte dabei in 16 Meisterschaftspartien nur einen einzigen Treffer. Etwas besser erwischte es dabei sein Cousin und Teamkollege Shannon Welcome, der es gerade einmal auf drei Treffer brachte, aber dennoch bester Torschütze der Mannschaft wurde. Wesentlich besser verlief die nachfolgende Apertura der Spielzeit 2009/10, in der Welcome mit elf Toren in 13 Meisterschaftsspielen hinter Jerry Palacios (13 Tore) zum Vizetorschützenkönig der Liga wurde und mit der Mannschaft ein weiteres Mal bis ins Halbfinale um den Erhalt des Meistertitel der Liga Nacional de Fútbol de Honduras einzog.
Durch gute Saisonleistungen schaffte es das Team in der Clausura der Saison 2009/10 bis ins Finale, schied dort aber gegen den CD Olimpia aus. Bis zum 14. April 2010 kam Welcome auf eine Bilanz von 14 Ligaauftritten und einer Anzahl von sechs erzielten Toren. Ebenfalls taten ab April 2010 einige europäische Topklubs ihr Interesse am 25-Jährigen honduranischen Stürmer kund. Neben dem niederländischen Verein PSV Eindhoven sollen auch englische Klubs wie Wigan Athletic, wo bereits mit Maynor Figueroa und Hendry Thomas zwei Honduraner aktiv sind, und den Blackburn Rovers an dem honduranischen Offensivakteur interessiert sein. Auch der schottische Traditionsverein Glasgow Rangers hat seine Scouts auf den 25-Jährigen angesetzt. Für eine geschätzte Ablösesumme von 600.000 £ könnte Welcome seinen Stammverein verlassen.

### Nationalmannschaftskarriere
Mit der honduranischen U-23-Nationalmannschaft, der eigentlichen Olympiaauswahl, nahm Welcome am Qualifikationsturnier zum Fußballturnier der Olympischen Spiele 2008 teil und erzielte dort in vier Partien einen Treffer. Das einzige Tor schoss er beim 1:0-Sieg im Finalspiel gegen die USA in der 102. Spielminute und verhalf so dem Land zu den Olympischen Spielen. Für das dortige Turnier wurde er allerdings nicht in den offiziellen 23-Mann-Kader berufen, was in Honduras heftige Kontroversen auslöste.
Sein Debüt in der honduranischen Nationalmannschaft gab Welcome am 23. Mai 2008 bei einem 2:0-Heimerfolg über Belize, in der Partie erzielte er auch einen Treffer in der zwölften Minute. Bei diesem Länderspiel war Welcome auch der erste honduranische Spieler in der Geschichte, der als Zweitligaakteur ins Nationalteam berufen wurde. Von Nationaltrainer Reinaldo Rueda wurde er in das honduranische Aufgebot für den CONCACAF Gold Cup 2009 in den Vereinigten Staaten berufen. Dort schied die Mannschaft im Halbfinale gegen die USA mit 0:2 vom laufenden Wettbewerb aus. Im gesamten Bewerb kam der damals 24-Jährige in drei Partien zum Einsatz, in denen er allerdings torlos blieb. Zum Stammspieler in der honduranischen Fußballnationalmannschaft wurde Welcome erst Ende 2009 nach einem von den Medien als Traumtor bezeichneten Treffer gegen Lettland, der für den 2:1-Endstand sorgte.
Nachdem er in der Qualifikation zur WM 2010 in einer Partie gegen die USA zum Einsatz gekommen war, wurde er von Rueda in den vorläufigen 30-Mann-Kader Honduras geholt, der an der Weltmeisterschaft in Südafrika teilnehmen sollte. Nach der Streichung einiger Spieler und der verpflichteten Reduzierung des Kaders auf 23 WM-Teilnehmer verblieb Welcome im endgültigen Kader Honduras. Am 16. Juni 2010 absolvierte Welcome sein erstes WM-Spiel, als er im ersten Gruppenspiel gegen Chile ab der 60. Spielminute den schwächelnden und altgedienten Internationalen Carlos Pavón in der honduranischen Offensivabteilung ersetzte.

## Erfolge
Arsenal Roatán
- 1 × Meister der Liga Nacional de Ascenso de Honduras: 2006/07 (Clausura)
- 2 × Vizemeister der Liga Nacional de Ascenso de Honduras: 2006/07 (Apertura), 2007/08 (Apertura)

CD Motagua
- 1 × Vizetorschützenkönig der Apertura 2009/10 (11 Tore)
- 1 × Vizemeister der Liga Nacional de Fútbol de Honduras: 2009/10 (Clausura)

Belmopan Bandits
- 2 × Meister der Premier League of Belize: 2018 (Closing Season), 2018 (Opening Season)

BEC Tero Sasana FC
- Thai League Cup: 2014

## Spielstil
„Dieser durchschlagskräftige Mittelstürmer ist aufgrund seiner starken Physis, seiner imposanten Statur und seiner Kopfballstärke für Nationaltrainer Reinaldo Rueda eine gute Alternative im honduranischen Offensivspiel.“, titelt die FIFA auf ihrer offiziellen Homepage. Der Angreifer dessen stärkerer Fuß der rechte ist, glänzte im Laufe seiner bisherigen Karriere auch durch präzise und gezielte Weitschüsse.